# 菱叶小叶杨
菱叶小叶杨（学名：Populus simonii f. rhombifolia）为杨柳科杨属小叶杨下的一个变型。

## 扩展阅读
- 維基物種上的相關：菱叶小叶杨